# The Nursery “Alice”

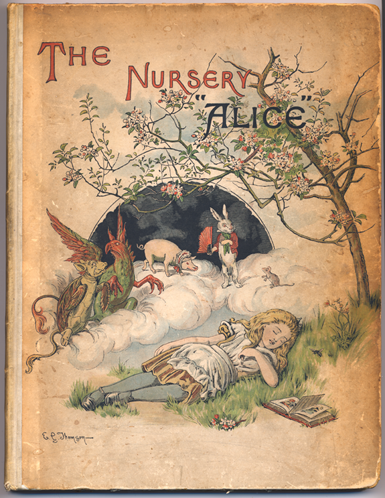
Titel von The Nursery “Alice”

The Nursery “Alice” (englisch nursery: Kinderzimmer) ist ein Kinderbuch von Lewis Carroll, das 1890 bei Macmillan Publishers erschien. Es handelt sich dabei um eine Nacherzählung von Alice im Wunderland für Kinder im Alter bis zu fünf Jahren.

## Entstehung
Bereits 1881, über 15 Jahre nach der Veröffentlichung von Alice im Wunderland, kam Carroll die Idee zu einer Alice-Fassung für kleine Kinder. Er bat John Tenniel, den Illustrator der ursprünglichen Ausgabe, zwanzig der Bilder zu kolorieren. In Zusammenarbeit mit dem Drucker Edmund Evans stellte Tenniel die Bilder schließlich 1885 fertig. Von Ende 1888 bis Februar 1889 verfasste Carroll den Text zu der neuen Fassung. Mit der Qualität der ursprünglichen Drucke war Carroll nicht zufrieden, sodass er zunächst eine kleine Auflage unkoloriert drucken ließ, die er an Freunde verschenkte, darunter unter anderem Prinzessin Alice, Countess of Athlone. 1890 erschien das Buch schließlich als großformatiges Buch mit einem Cover von Gertrude Thomson bei Macmillan. Es war die erste farbige Ausgabe der Erzählung von Alice.

## Inhalt

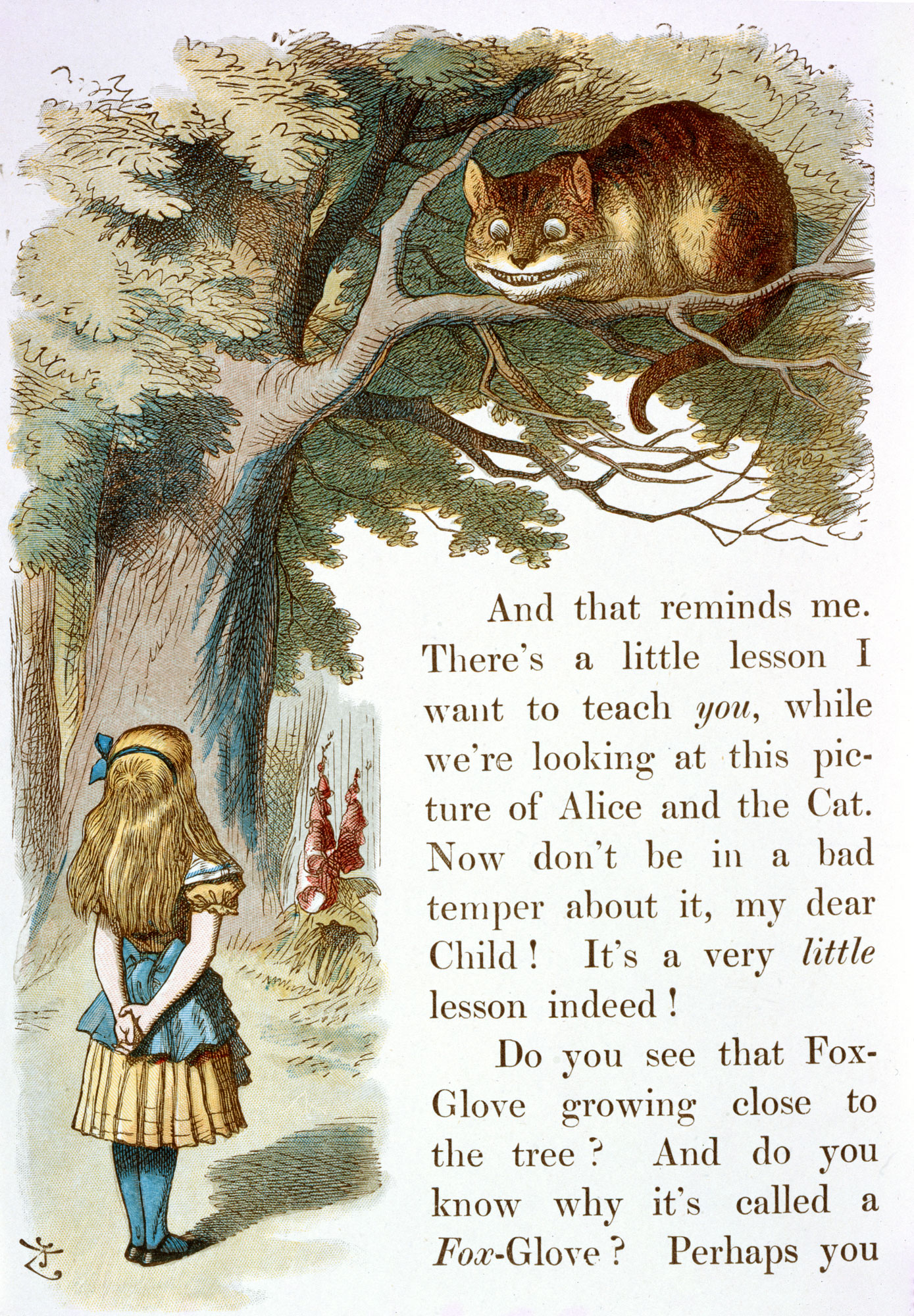
Eine Seite aus der kolorierten Ausgabe von 1890

Inhaltlich folgt das Buch Alice im Wunderland und erzählt in 14 Kapiteln die Handlung für Kleinkinder nach. Einige Episoden werden dabei stark gekürzt, andere dagegen erweitert. Carroll spricht den Leser oder Zuhörer häufig direkt an. Ein besonderes Augenmerk widmet er den Bildern, Carroll geht häufig auf kleine Details in der Gestaltung ein.
Vorangestellt ist dem Buch – wie vielen anderen Werken Carrolls auch – ein Gedicht in Form eines Mesostichons, in dem die zweiten Buchstaben jeder Zeile den Namen einer seiner jungen Freundinnen ergeben, Marie Van der Gucht. Es folgt ein Vorwort, in dem sich Carroll vor allem an die Mütter wendet. Im Anhang finden sich An Easter Greating und das Gedicht Christmas Greetings, die auch in vielen anderen Alice-Ausgaben zu finden sind.

## Rezeption
Das Buch wurde nur von wenigen Rezensenten beachtet, wohl auch, weil viele es nur als Neufassung von Alice im Wunderland sahen. Die vorhandenen Rezensionen aber loben das Werk durchgehend.
Wirtschaftlich war das Buch kein großer Erfolg. Ursprünglich waren 4 Schilling als Preis vorgesehen, doch schließlich musste sich Carroll mit nur einem Schilling begnügen, um das Buch verkaufen zu können. Dennoch wurden in den ersten sechs Jahren 14.000 Exemplare verkauft.
In seinen kommentierten Alice-Ausgaben greift Martin Gardner für einige Erläuterungen mehrfach auf The Nursery “Alice” zurück.
Das Werk wurde in einige Sprachen übersetzt, unter anderem auch ins Deutsche und Französische.

## Ausgaben
- Lewis Carroll: The Nursery “Alice”. Macmillan 1890. (Digitalisat, Volltext).
- Lewis Carroll, Walter E. Richartz (Nachwort): Die kleine Alice. Mit den Bildern von John Tenniel. Diogenes, Zürich 1997, ISBN 3-257-25003-7; 2008, ISBN 978-3-257-01132-6.
  - Lewis Carroll: Die kleine Alice. Hrsg.: Roger Willemsen. 1. Auflage. Diogenes, Zürich 2008, ISBN 978-3-257-80224-5 (Hörbuch, ungekürzte Lesung).
- Lewis Carroll: »Alice« für die Kleinsten. In: Günther Flemming (Hrsg.): Alice. Band 3: Die Jagd nach dem Schnark, Aliceana & Essays zu Leben und Werk. epubli, Berlin 2013, ISBN 978-3-8442-6493-7. (eingeschränkte Vorschau in der Google-Buchsuche).